# روري كوكران
روري كوكران (بالإنجليزية: Rory Cochrane)‏ مواليد 28 فبراير 1972 في نيويورك، الولايات المتحدة، هو ممثل أمريكي بدأ مسيرته الفنية عام 1991. اشتهر بدوريه في أعداء الشعب 2009 و القداس الأسود 2015.

## الأعمال

### أفلام
- أسود
- هارتس وار
- سي اس آي:التحقيق في موقع الجريمة
- سي إس آي: ميامي
- 24
- أعداء الشعب
- مسرحية الآلام
- آرغو
- القداس الأسود

## روابط خارجية
- روري كوكران على موقع IMDb (الإنجليزية)
- روري كوكران على موقع روتن توميتوز (الإنجليزية)
- روري كوكران على موقع ألو سيني (الفرنسية)
- روري كوكران على موقع أول موفي (الإنجليزية)
- روري كوكران على موقع قاعدة بيانات الأفلام السويدية (السويدية)
- روري كوكران على موقع إن إن دي بي (الإنجليزية)
- روري كوكران على موقع قاعدة بيانات الفيلم (الإنجليزية)
- روري كوكران على موقع كينوبويسك (الروسية)